# Петър Курумбашев
Петър Атанасов Курумбашев е български инженер и политик, народен представител от Коалиция за България в XLI и XLII Народно събрание в периода 2009 — 2014 и евродепутат от 2017 до 2019 година.

## Биография
Петър Курумбашев е роден на 28 януари 1968 г. в град Плевен. Завършва Софийската математическа гимназия и притежава магистърска степен по „Компютърни науки“ Техническия университет в София.
Стартира професионалната си кариера като репортер, редактор и продуцент. Един от създателите е на популярното публицистично-хумористично студентско предаване „Ку-ку“ в началото на 90-те. През 1995-1996 г. работи като главен редактор в Нова телевизия и
отговаря за връзките с обществеността и развлекателните програми. На 28-годишна възраст Курумбашев става главен мениджър на
държавната Българска национална телевизия.
От 2015 г. неговата фирма КИД 2226 ЕООД е собственик на ВЕЦ Жребчево до 2016 г.

### Личен живот
От 2020 г. е почетен консул на Малайзия в България със седалище в София.
Владее английски и руски език. Разведен, с четири деца.

## Политическа кариера
Бил е общински съветник в Столична община. (2007-2009). от групата на БСП, без да е член на партията..
Народен представител от „Коалиция за България“ в XLI и XLII народно събрание. Става председател на Комисията по околната среда и водите. Напуска парламента през май 2014, за да се отдаде на кампанията за Евроизбори 2014.
На изборите за Европейски парламент през 2014 г. участва на четвърто място в листата на Коалиция за България, но не е избран, поради това че листата печели само четири места, а Курумбашев е изместен от четвъртото място поради преференциално гласуване за Момчил Неков. През януари 2017 година с решение на Централната избирателна комисия става депутат в Европейския парламент, като заема мястото на избраната за вицепрезидент Илияна Йотова.

### В Европейския парламент
В Европейския парламент е член е на Комисията по промишленост,изследвания и енергетика в ЕП (ITRE) и заместващ член на Комисията по транспорт и туризъм в ЕП (TRAN). Курумбашев също така е и заместник-председател на Делегацията в Парламентарния комитет по стабилизиране и асоцииране ЕС - Черна гора, както и заместващ член на Делегацията в Парламентарния комитет по стабилизиране и асоцииране ЕС-Албания,Делегацията за връзки с Китайската народна република и Делегация за връзки с държавите от Югоизточна Азия и Асоциацията на народите от Югоизточна Азия (АСЕАН).
Курумбашев е докладчик на Европейския парламент относно предложенията на Европейската комисия програмите за извеждане от
експлоатация на ядрени съоръжения в България, Словакия и Съвместния изследователски център на ЕК, както и докладчик в сянка по доклада за атомната електроцентрала Игналина в Литва. По инициатива на Петър Курумбашев е изменено предложението на Европейската комисия – минимум, а не максимум 50% от средствата необходими за извеждането от експлоатация на ядрените реактори, да бъдат предоставени от Европейския съюз.
Петър Курумбашев работи активно по т.нар. пакет „Мобилност I” и по-точно по промените в европейското законодателство в сферата на
международния превоз на товари. Според него предложенията на ЕК в тази сфера целят ограничаването на пазара чрез въвеждането на
протекционистки мерки.
В Комисията по транспорт и туризъм Петър Курумбашев е докладчик в сянка от страна на S&D по отношение на общите правила за достъп до международния пазар на автобусни превози. В крайна сметка, Европейският парламент гласува за това всяка държава сама да решава до каква степен да се либерализира нейният пазар на автобусни превози. Основен аргумент на българския евродепутат е това, че автобусният транспорт има социален характер и е единствената връзка с местата, където няма друг транспорт.